# Emergency on Planet Earth
Az 1993-as Emergency on Planet Earth a Jamiroquai debütáló nagylemeze. Az album egyedi keveréke az R&B és a funk különböző műfajainak. Mégis az együttes legmeghatározóbb acid jazzalbumának tartják. A dalszövegek a világ dolgairól és az öntudatosságról szólnak. Több sikeres kislemez jelent meg az album mellé, köztük a Too Young To Die és a Blow Your Mind.
Az album szerepel az 1001 lemez, amit hallanod kell, mielőtt meghalsz című könyvben.

## Az album dalai
|     | Cím                               | Szerző(k)                | Hossz |
| --- | --------------------------------- | ------------------------ | ----- |
| 1.  | When You Gonna Learn (Didgeridoo) | Jay Kay                  | 3:50  |
| 2.  | Too Young To Die                  | Jay Kay, Toby Smith      | 6:05  |
| 3.  | Hooked Up                         | Jay Kay, Toby Smith      | 4:35  |
| 4.  | If I Like It, I Do It             | Jay Kay, Nick Van Gelder | 4:53  |
| 5.  | Music Of The Mind                 | Jay Kay, Toby Smith      | 6:22  |
| 6.  | Emergency On Planet Earth         | Jay Kay, Toby Smith      | 4:05  |
| 7.  | Whatever It Is, I Just Can't Stop | Jay Kay                  | 4:07  |
| 8.  | Blow Your Mind                    | Jay Kay, Toby Smith      | 8:32  |
| 9.  | Revolution 1993                   | Jay Kay, Toby Smith      | 10:16 |
| 10. | Didgin' Out                       | Jay Kay, Wallis Buchanan | 2:37  |

## Közreműködők
- Jason Kay – ének
- Wallis Buchanan – didzseridu
- Toby Smith – billentyűk, vonósok hangszerelése
- Stuart Zender – basszusgitár
- Nick Van Gelder – dobok
- Gary Barnacle – fuvola, szaxofon, fúvósok hangszerelése
- Simon Bartholomew – gitár
- Glen Nightingale – gitár
- DJ Dzire – lejátszók
- Kofi Kari Kari – ütőhangszerek
- Maurizio Ravalio – ütőhangszerek
- Richard Edwards – harsona
- John Thirkell – trombita, szárnykürt
- Gavin Dodds – gitár (1)
- Mike Smith – szaxofon, fuvola (1)
- Linda Lewis – háttérvokál (2)
- Vanessa Simon – háttérvokál (9)
- The Reggae Philharmonic Strings – vonósok

## Fordítás
Ez a szócikk részben vagy egészben az Emergency on Planet Earth című angol Wikipédia-szócikk ezen változatának fordításán alapul.  Az eredeti cikk szerkesztőit annak laptörténete sorolja fel. Ez a jelzés csupán a megfogalmazás eredetét és a szerzői jogokat jelzi, nem szolgál a cikkben szereplő információk forrásmegjelöléseként.